# Hörde

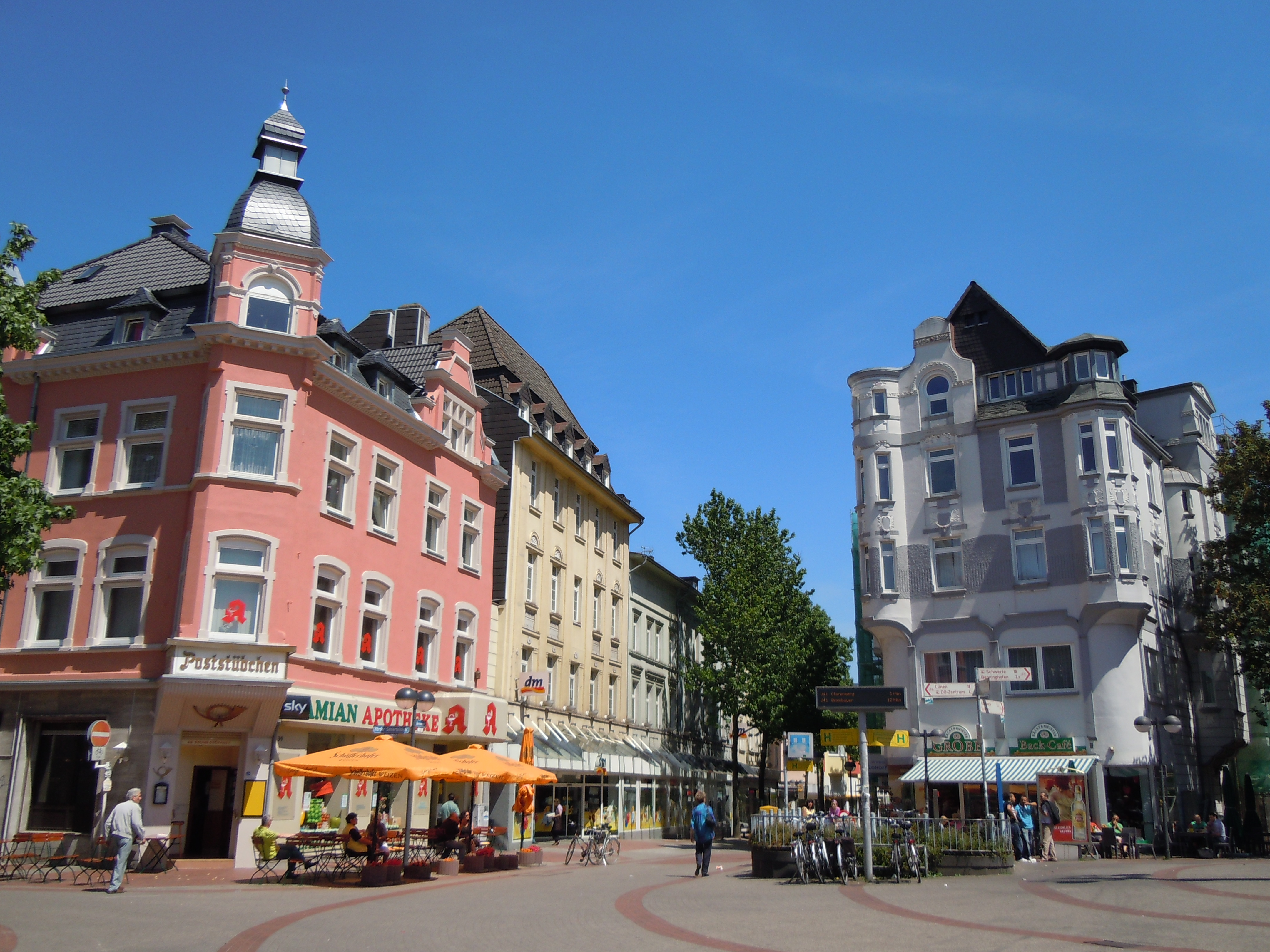
Hörde

Hörde är en före detta kol- och järnindustristad, sedan 1928 inkorporerad i staden Dortmund under namnet Dortmund-Hörde.
Staden hade 1925 34.533 innevånare.